# Brayley (cráter)

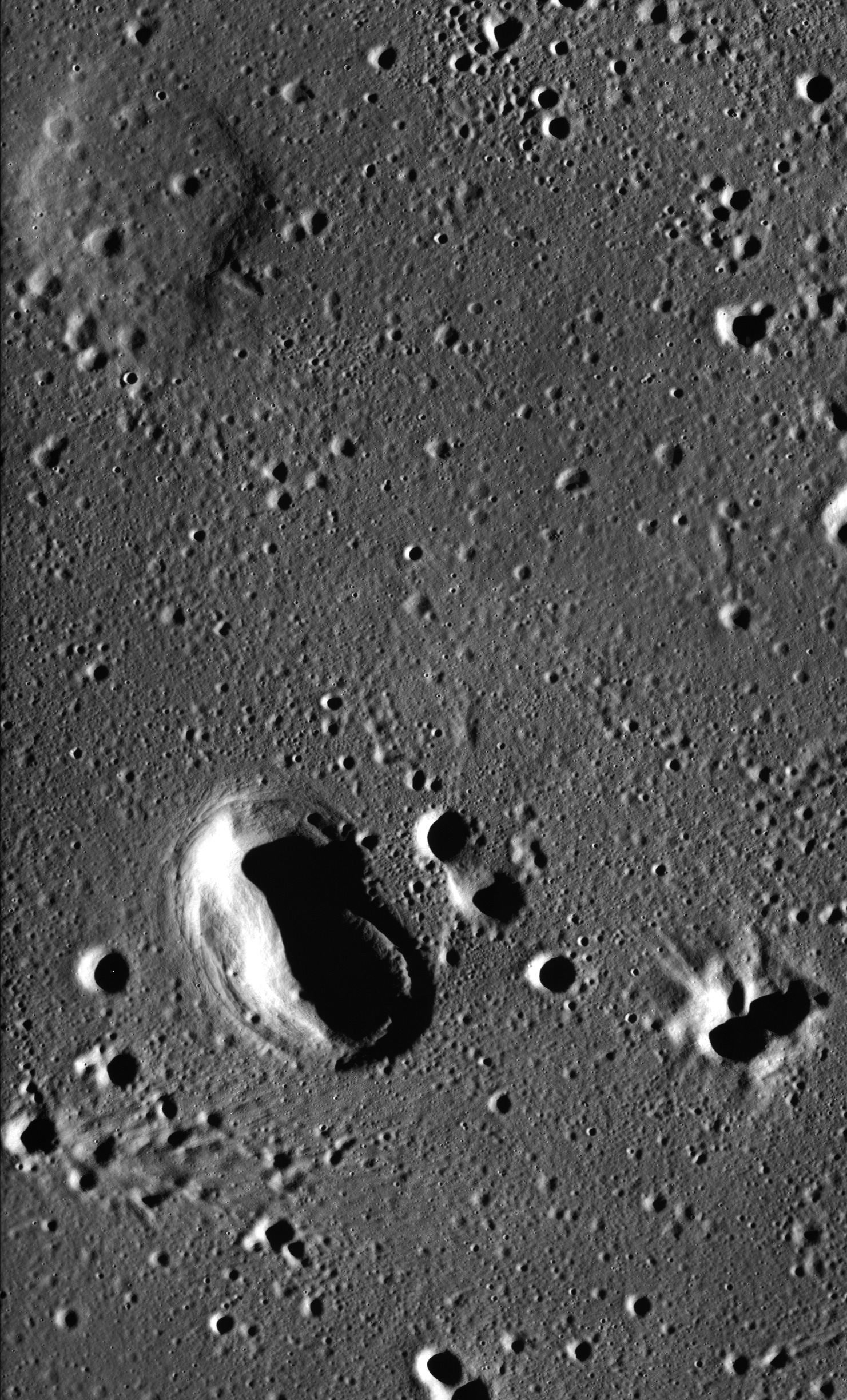
El cráter sin borde cerca de la parte inferior central de esta imagen del Apolo 17 es Brayley G; es probablemente una formación de colapso en lugar de un cráter de impacto.

Brayley es un cráter de impacto lunar situado en la parte suroeste del Mare Imbrium. Mide 14,5 km de diámetro y tiene un borde circular y un bajo relieve en el centro. No hay cráteres notables que se superpongan a su borde o al interior.
|  |  |

## Cráteres satélite
Por convención estas características se identifican en los mapas lunares localizando la letra en el punto medio del borde del cráter en las cercanías del cráter Brayley.
| |                               |          |
| \| Brayley \| Coordenadas \| Diámetro \| \| ------- \| ----------------------------- \| -------- \| \| B \| 20°48′N 34°18′O / 20.8, -34.3 \| 10 km \| \| C \| 21°24′N 39°24′O / 21.4, -39.4 \| 9 km \| \| D \| 20°06′N 32°48′O / 20.1, -32.8 \| 6 km \| \| E \| 21°12′N 39°42′O / 21.2, -39.7 \| 5 km \| \| F \| 21°06′N 34°00′O / 21.1, -34.0 \| 5 km \| \| G \| 24°12′N 36°30′O / 24.2, -36.5 \| 5 km \| \| K \| 21°12′N 41°42′O / 21.2, -41.7 \| 3 km \| \| L \| 20°54′N 42°36′O / 20.9, -42.6 \| 4 km \| \| S \| 25°00′N 36°42′O / 25.0, -36.7 \| 3 km \| |                               |          |
| Brayley | Coordenadas                   | Diámetro |
| B | 20°48′N 34°18′O / 20.8, -34.3 | 10 km    |
| C | 21°24′N 39°24′O / 21.4, -39.4 | 9 km     |
| D | 20°06′N 32°48′O / 20.1, -32.8 | 6 km     |
| E | 21°12′N 39°42′O / 21.2, -39.7 | 5 km     |
| F | 21°06′N 34°00′O / 21.1, -34.0 | 5 km     |
| G | 24°12′N 36°30′O / 24.2, -36.5 | 5 km     |
| K | 21°12′N 41°42′O / 21.2, -41.7 | 3 km     |
| L | 20°54′N 42°36′O / 20.9, -42.6 | 4 km     |
| S | 25°00′N 36°42′O / 25.0, -36.7 | 3 km     |